# Mynachlog-ddu
Mynachlog-ddu è un centro abitato del Galles, situato nella contea del Pembrokeshire.